# Bronx (cocktail)
Il Bronx è stato un cocktail ufficiale dell'IBA fino al 2011.

## Preparazione
- 4/10 gin
- 2/10 vermouth rosso
- 2/10 vermouth dry
- 2/10 succo d'arancia

Viene preparato nello shaker con l'aggiunta di ghiaccio.
Si serve nella coppetta cocktail e non presenta guarnizioni.

## Sapori
Probabilmente ispirato dal cocktail Duplex, i due drink però non sono del tutto simili. Gli esperti di cocktail Gary Regan e Mardee Haidin Regan lo descrivono come un drink ove "gin è l'ingrediente base, il succo d'arancia è il mixer, ed i dolci e secchi Vermouth son aggiunti quasi come retrogusto."
Secondo "The Professor", un barman di San Francisco, "Non usare uno dei gin più tradizionali per questo cocktail. Risparmiali per il Gin-Martini (cocktail), Gin tonic ed altri drink dove vuoi veramente gli aromi profumati del ginepro. Nella fascia media c'è un Gin estremamente adatto, Magellan." Ma raccomanda addirittura, "un gin giallo, anche, chiamato Old Raj, che però è uno dei più costosi. Un'altra scelta fra quelli mediamente profumati, è il Boodles, Citadelle od il Tanqueray No. 10. Se vuoi un Gin molto leggero, prova il Bombay od il Leyden."

## Storia
Come per molti altri cocktail creati nel periodo del proibizionismo, molte storie esistono sulla creazione di questo cocktail.

### Joseph S. Sormani
Due fonti attribuiscono a Joseph S. Sormani la creazione di questo drink.
- "Il cocktail Bronx, strano a dirsi visto il nome, fu inventato in Philadelphia. Poi dev'esser rimasto ignoto ai più, finché un tale Joseph Sormani, un ristoratore del Bronx, lo scorpì a Quaker City nel 1905. La ricetta originale fu molto distorta nel corso degli anni, ma ecco l'originale per guidarvi e per compararla con le altre ricette attuali: quattro parti di gin, due parti di succo d'arancia e due parti di Vermouth italiano. Agitare con del ghiaccio e servire.[3]"

A Sormani fu accreditata la creazione del cocktail anche nel suo necrologio sul New York Times:
- "Joseph S. Sormani, fu ristoratore nel Bronx, che si dice creò il Cocktail Bronx, morì mercoledì notte nel suo domicilio, 2322 Fish Avenue, nel Bronx, dopo una breve malattia. Era ormai ottantatreenne.[4]"

### Johnnie Solon
Secondo Albert Stevens Crockett, storico del Waldorf-Astoria Hotel, l'inventore del cocktail Bronx fu Johnnie Solon (o Solan). Solon, un barman di prima del protezionismo all'hotel Manhattan, fu "popolare come uno dei più bravi barman dietro un bancone di un bar dei nostri tempi." Questa sono le parole di Solon, riportate da Crockett, riguardo alla creazione del cocktail:
- "Esisteva un cocktail, all'epoca, chiamato Duplex, che era abbastanza richiesto. Un giorno, ne stavo preparando proprio uno di essi, quando arrivò Traverson, capo-cameriere del'Empire Room, la sala da pranzo principale del Waldorf. Il Duplex era composto da parti uguali di Vermouth italiano e francese, shakerato con un po' di succo d'arancia, o due spruzzate di Orange Bitter. Traverson disse: «Perché non crei un nuovo cocktail? Ho un cliente che dice che non lo riesci a fare.»«Non posso?!?» risposi. Bene, finii il Duplex che stavo facendo, ed un pensiero mi sorse in testa. Misi in uno shaker l'equivalente di due terzi di Gin Gordon's, poi riempii il resto con succo d'arancia. Infine nel mix misi una spruzzata di Vermouth italiano e francese, agitando il tutto. Non lo assaggiai, ma lo versai in un bicchiere da cocktail e lo portai a Traverson, dicendo: «Tu sei un giudice onesto», lo era, «vedi che ne pensi di questo.» Traverson lo assaggiò, poi reagì dicendo: «O mio Dio! Hai realmente creato qualcosa di nuovo! Questo farà un gran successo. Fammene un altro che lo porto al cliente nella sala da pranzo. Scommetto che ne vedrò molti altri. Hai abbastanza arance? Se non ce ne hai, ti conviene fare scorta, perché sono convinto che dovrò servirne molti di questi cocktail durante i pranzi.» La richiesta del Bronx iniziò quel giorno stesso. Molto presto iniziammo ad utilizzare una cassa di arance al giorno. Successivamente molte casse. Il nome? No, non deriva veramente dal sobborgo o dal fiume omonimi. Ero andato allo Zoo del Bronx uno o due giorni prima, e lì vidi, ovviamente, molti animali che non avevo mai visto. I clienti abitualmente mi parlavano degli strani animali che vedevano dopo aver bevuto molti cocktail. Così, quando Traverson mi disse, quando stava andando a servire al cliente il cocktail, «Che devo dirgli, se mi chiede quale sia il nome?», io pensai a quegli animali, perciò dissi: «Oh, puoi dirgli che è il Bronx»"

Solon dovrebbe aver creato il cocktail fra il 1899 (quando si unì al locale) ed il 1906 (quando il cocktail Bronx apparve la prima volta per iscritto). Comunque sia, un riferimento precedente al "Bronx Cocktail" su di un menu di un Motel di New York indica che o il nome era già usato in precedenza oppure che Solon non sia l'inventore effettivo.

## Altre citazioni precedenti
Apparve nel libro The World's Drinks And How To Mix Them di William "Cocktail" Boothby nel 1908, come "Bronx Cocktail": un terzo di Plymouth gin, un terzo di Vermouth francese ed un terzo di Vermouth italiano, insaporito con l'aggiunta di due spruzzate di Orange Bitter, circa un cucchiaino da bar di succo d'arancia ed una scorza d'arancia decorativa.

## Cultura di massa
In Very Vicky And The Secret Of The Bronx Cocktail, una serie di fumetti, Vicky ed i suoi amici investigano nelle origini del cocktail Bronx.
Nel 1934 il film  "The Thin Man", presentava Nick Charles (William Powell) che asseriva che il cocktail Bronx deve sempre essere shakerato al ritmo del "two-step".